# KS Dinamo Tirana
KS Dinamo är en sportklubb i Tirana i Albanien, grundad 19 juli 1949. Under åren 1995-1997 gick de under namnet Olimpik men sedan återgav det gamla beteckningen.[källa behövs]

## Fotboll

### Internationell medverkan
Klubben deltog säsongen 2006/2007 i UEFA-cupen, men åkte ut redan i första kvalomgången efter att ha blivit besegrade av PFC CSKA Sofia med totalt 5-1.[källa behövs]

### Resultat per år
| Säsong    | Nivå | Liga                     | Placering |       |
| --------- | ---- | ------------------------ | --------- | ----- |
| 2017/2018 | 2    | Kategoria e Parë (A gr.) | 5         |       |
| 2018/2019 | 2    | Kategoria e Parë (A gr.) | 2         |       |
| 2019/2020 | 2    | Kategoria e Parë (A gr.) | 7         |       |
| 2020/2021 | 2    | Kategoria e Parë (A gr.) | 1         |       |
| 2021/2022 | 1    | Kategoria Superiore      | 9         | [ 1 ] |
| 2022/2023 | 2    | Kategoria e Parë         | 2         | [ 2 ] |

## Volleyboll
Klubbens herrlag har blivit albanska mästare 25 gånger, medan damlaget har blivit albanska mästare 20 gånger.